# Закрученка нахилена
Закрученка нахилена (Tortella inclinata) — вид мохів порядку потіальних (Pottiales).

## Поширення
Батьківщиною є Європа, Північна Америка, Азія.

## Характеристика
Рослини тьмяно-жовто-зелені до жовтувато-коричневих дистально, коричневі проксимально. Стебла 0.5–1(2) см, розріджено-рудуваті біля основи, центральна нитка відсутня. Стеблові листки дещо м'які або мляві, (1)1.5–2 мм. Спеціалізованого нестатевого розмноження немає. Вид дводомний. Коробочкові ніжки 1.5-2.7 см. Коробочка 1.5–2 мм.